# Стража (област Шумен)
Стража е безлюдно село в област Шумен, България. Съществувало е преди и по време на Освобождението на България.

## Общи данни
Село Стража се намира на 4 км северно от гр. Шумен. Селото било войнуганско селище, населението на което имало задължението да пази северната страна на Шуменската крепост. В турско време върху намиращия се до селото баир е имало постоянна стража, която наблюдавала влизащите и излизащи от града. Оттук остава името Стража за баира, за селото, за протичащата река – Стражка река.
Събития, свързани със заселването на черкези в селото през 19 век, принуждават селяните от с. Стража да потърсят закрила в намиращия се близо град Шумен. Започват да се заселват в свободната северна покрайнина на града като съвсем естествено компактната маса бежанци от с. Стража дава името на новата махала – Стража махала.
Стража махала – често се среща и турската форма „Истража махалеси”. Основана е около началото на 19 век от българи пришълци из околните села и главно бежанци от с. Стража. Имала около 120 къщи и 1000 души население. След Освобождението се разраства бързо. Съществува и до днес.

## География
Намира се в планински район, близо до Шумен. В близост са разположени баирът „Стража“ и Стражка река.

## История
На 8 юли 1828 година, по време на Обсадата на Шумен, руската армия решава да пристъпи към блокада на Шуменската крепост, след като Хюсеин паша отказва да изведе войските си. Те изграждат линия от редути между селата Стража и Мараш.